# Pherusa kerguelarum
Pherusa kerguelarum är en ringmaskart som först beskrevs av Grube 1877.  Pherusa kerguelarum ingår i släktet Pherusa och familjen Flabelligeridae. Inga underarter finns listade i Catalogue of Life.